# 畠山準
畠山 準（はたやま ひとし、1964年6月11日 - ）は、徳島県小松島市出身の元プロ野球選手（外野手、内野手、投手）、野球解説者。
「やまびこ打線」擁する池田高校のエース投手・主軸打者として甲子園優勝を果たす。プロ入り後は投手としては大成できなかったものの、打者転向後の横浜時代は思い切りのいい打撃で主軸打者として活躍した。愛称は「ハッチ」（横浜時代の当人の公式応援歌の歌詞から由来）、「ハタ坊」（赤塚不二夫の漫画『おそ松くん』の登場人物から由来）。

## 経歴

### 高校時代まで
小松島市立和田島小学校、小松島市立坂野中学校を経て、1980年4月、徳島県立池田高等学校に入学。1年夏の県大会では決勝戦で2番手として登板したが、島田茂と秦真司がバッテリーを組む鳴門高に惜敗。2年春はエースとして県大会を制すると四国大会では準優勝。秋は県大会決勝で山中賢次がエースの鳴門商に敗れ、四国大会でも明徳高を1失点完投するも惜敗。1982年、3年春は県大会優勝すると選抜出場の鳴門商との四国大会出場を賭けた決定戦も完投勝利し、四国大会準優勝。夏は甲子園に出場。「攻めダルマ」と渾名された蔦文也監督率いる徳島県の徳島県立池田高等学校でエースを務め、また1年後輩の水野雄仁、江上光治（早大-日本生命）らとともに「やまびこ打線」の主軸として優勝を果たす。準々決勝で対戦した荒木大輔（早稲田実業）は、この時の畠山の速球を「もうバケモノですよ」と振り返っている。同年秋のドラフト会議にて南海ホークスから1位指名を受け、投手として入団。

### 現役時代

#### 南海→ダイエー時代
1984年に一軍に定着し、32試合に登板し5完投、5勝を挙げ、規定投球回にも到達した。
1985年はシーズンの大半を水疱瘡で棒に振り、その後は伸び悩み満足な成績が残せなかった。そのため、投球フォームをサイドスローに変えることも試みた。投手としての武器はスライダーとフォークだった。
1988年に投球フォーム改造を失敗した影響で腰を痛めたため、打者へ転向。同年8月28日の対近鉄戦で石本貴昭投手からプロ初安打を本塁打で飾る。
1989年には外野の控えとして一軍に定着する。
1990年、監督が杉浦忠から田淵幸一に代わると出場機会が減少し、同年のシーズンオフにダイエーを自由契約となる。

#### 大洋→横浜時代
1991年、ダイエー時代のコーチ竹之内雅史が入団した縁で、横浜大洋ホエールズの入団テストを受けて合格。
1992年は一軍に定着し、8月7日のヤクルト戦で放ったランニング本塁打も含め、10本塁打を記録。慢性的な長打力不足に悩んでいたチームの貴重なスラッガーとして、一塁手の準レギュラーとなる。
1993年には、球団で右の強打者として継承されていた背番号25に変更し、6番打者・左翼手のレギュラーを獲得。128試合に出場し打率.281、14本塁打、72打点と活躍。オールスターゲームに初出場した。この年初めて規定打席に到達したが、投手としては1984年に規定投球回数に達しており、ドラフト制以降では初めて規定投球回到達・規定打席到達の両方を達成した選手となった。この記録を達成している選手は2022年現在も畠山が唯一である。
1994年も主に5番打者・中堅手として活躍。
1995年からは選手会長を務め、3年連続となるオールスターにも出場した。しかし、同じ外野手の鈴木尚典、波留敏夫、佐伯貴弘ら若手の台頭もあり、この年より出場機会を徐々に減らす。
1998年は右の代打として横浜の38年ぶりの優勝・日本一に貢献した。
1999年シーズンオフに戦力外通告を受け、南海時代の恩師であった、当時オリックス投手コーチの河村英文に連絡し、入団テストを受け獲得の連絡をもらうも、球団職員として残れることになったことで、オリックスに断りの連絡を入れ、現役引退。

### 現役引退後
2000年より横浜の球団職員となり、事業、運営、営業などを務める。
2005年頃までは時折、テレビ神奈川の野球中継で解説を務めていた。
2006年、横浜ベイスターズ・スポーツコミュニティ副理事長に就任。
2009年、業務部長補佐として湘南シーレックス担当責任者となる。
2010年、ベースボール・マガジン社から新書『蔦文也と池田高校 教え子たちが綴る“攻めだるま”野球の真実』を刊行した。
2023年時点では、横浜DeNAベイスターズの野球振興部に勤務。2024年に定年となった後も嘱託として引き続き同球団の「野球未来創造室 野球普及・振興部 地域コミュニティグループ」に務める。

## 詳細情報

### 年度別投手成績
| 年 度     | 球 団     | 登 板 | 先 発 | 完 投 | 完 封 | 無 四 球 | 勝 利 | 敗 戦 | セ 丨 ブ | ホ 丨 ル ド | 勝 率 | 打 者 | 投 球 回 | 被 安 打 | 被 本 塁 打 | 与 四 球 | 敬 遠 | 与 死 球 | 奪 三 振 | 暴 投 | ボ 丨 ク | 失 点 | 自 責 点 | 防 御 率 | W H I P |
| --------- | --------- | ----- | ----- | ----- | ----- | -------- | ----- | ----- | -------- | ----------- | ----- | ----- | -------- | -------- | ----------- | -------- | ----- | -------- | -------- | ----- | -------- | ----- | -------- | -------- | ------- |
| 1983      | 南海      | 7     | 5     | 1     | 0     | 0        | 0     | 3     | 0        | --          | .000  | 130   | 29.2     | 32       | 4           | 14       | 1     | 1        | 11       | 3     | 0        | 20    | 20       | 6.07     | 1.55    |
| 1984      | 南海      | 32    | 23    | 5     | 1     | 0        | 5     | 12    | 0        | --          | .294  | 681   | 153.0    | 164      | 21          | 81       | 2     | 3        | 62       | 2     | 0        | 78    | 72       | 4.24     | 1.60    |
| 1985      | 南海      | 13    | 2     | 0     | 0     | 0        | 1     | 3     | 0        | --          | .250  | 175   | 38.2     | 45       | 11          | 14       | 0     | 0        | 22       | 2     | 0        | 24    | 21       | 4.89     | 1.53    |
| 1986      | 南海      | 3     | 1     | 0     | 0     | 0        | 0     | 0     | 0        | --          | ----  | 33    | 6.2      | 7        | 3           | 7        | 0     | 0        | 4        | 0     | 0        | 7     | 7        | 9.45     | 2.10    |
| 通算：4年 | 通算：4年 | 55    | 31    | 6     | 1     | 0        | 6     | 18    | 0        | --          | .250  | 1019  | 228.0    | 248      | 39          | 116      | 3     | 4        | 99       | 7     | 0        | 129   | 120      | 4.74     | 1.60    |

### 年度別打撃成績
| 年 度      | 球 団         | 試 合 | 打 席 | 打 数 | 得 点 | 安 打 | 二 塁 打 | 三 塁 打 | 本 塁 打 | 塁 打 | 打 点 | 盗 塁 | 盗 塁 死 | 犠 打 | 犠 飛 | 四 球 | 敬 遠 | 死 球 | 三 振 | 併 殺 打 | 打 率 | 出 塁 率 | 長 打 率 | O P S |
| ---------- | ------------- | ----- | ----- | ----- | ----- | ----- | -------- | -------- | -------- | ----- | ----- | ----- | -------- | ----- | ----- | ----- | ----- | ----- | ----- | -------- | ----- | -------- | -------- | ----- |
| 1983       | 南海 ダイエー | 10    | 0     | 0     | 0     | 0     | 0        | 0        | 0        | 0     | 0     | 0     | 0        | 0     | 0     | 0     | 0     | 0     | 0     | 0        | ----  | ----     | ----     | ----  |
| 1984       | 南海 ダイエー | 43    | 0     | 0     | 0     | 0     | 0        | 0        | 0        | 0     | 0     | 0     | 0        | 0     | 0     | 0     | 0     | 0     | 0     | 0        | ----  | ----     | ----     | ----  |
| 1985       | 南海 ダイエー | 17    | 0     | 0     | 0     | 0     | 0        | 0        | 0        | 0     | 0     | 0     | 0        | 0     | 0     | 0     | 0     | 0     | 0     | 0        | ----  | ----     | ----     | ----  |
| 1986       | 南海 ダイエー | 4     | 0     | 0     | 0     | 0     | 0        | 0        | 0        | 0     | 0     | 0     | 0        | 0     | 0     | 0     | 0     | 0     | 0     | 0        | ----  | ----     | ----     | ----  |
| 1988       | 南海 ダイエー | 26    | 63    | 55    | 8     | 10    | 2        | 0        | 3        | 21    | 7     | 0     | 0        | 3     | 0     | 5     | 0     | 0     | 13    | 2        | .182  | .250     | .382     | .632  |
| 1989       | 南海 ダイエー | 61    | 101   | 92    | 12    | 21    | 4        | 0        | 0        | 25    | 6     | 1     | 1        | 2     | 1     | 6     | 0     | 0     | 24    | 4        | .228  | .273     | .272     | .544  |
| 1990       | 南海 ダイエー | 16    | 20    | 18    | 2     | 3     | 1        | 0        | 0        | 4     | 0     | 0     | 0        | 0     | 0     | 2     | 0     | 0     | 6     | 0        | .167  | .250     | .222     | .472  |
| 1991       | 大洋 横浜     | 39    | 75    | 69    | 10    | 22    | 9        | 1        | 2        | 39    | 11    | 2     | 0        | 1     | 0     | 5     | 0     | 0     | 12    | 1        | .319  | .365     | .565     | .930  |
| 1992       | 大洋 横浜     | 71    | 186   | 172   | 18    | 38    | 6        | 2        | 10       | 78    | 21    | 1     | 0        | 0     | 1     | 12    | 0     | 1     | 57    | 1        | .221  | .274     | .453     | .728  |
| 1993       | 大洋 横浜     | 128   | 493   | 452   | 41    | 127   | 27       | 2        | 14       | 200   | 72    | 0     | 3        | 4     | 2     | 32    | 3     | 3     | 102   | 21       | .281  | .331     | .442     | .774  |
| 1994       | 大洋 横浜     | 127   | 510   | 449   | 51    | 131   | 27       | 1        | 11       | 193   | 46    | 1     | 1        | 6     | 1     | 50    | 0     | 4     | 105   | 12       | .292  | .367     | .430     | .797  |
| 1995       | 大洋 横浜     | 100   | 237   | 209   | 20    | 46    | 12       | 0        | 7        | 79    | 29    | 0     | 0        | 2     | 1     | 24    | 1     | 1     | 55    | 2        | .220  | .302     | .378     | .680  |
| 1996       | 大洋 横浜     | 76    | 172   | 146   | 17    | 32    | 8        | 0        | 7        | 61    | 28    | 1     | 1        | 1     | 3     | 21    | 3     | 1     | 29    | 1        | .219  | .316     | .418     | .734  |
| 1997       | 大洋 横浜     | 67    | 126   | 110   | 7     | 22    | 6        | 1        | 1        | 33    | 11    | 1     | 1        | 1     | 4     | 11    | 0     | 0     | 24    | 4        | .200  | .264     | .300     | .564  |
| 1998       | 大洋 横浜     | 49    | 107   | 95    | 7     | 25    | 1        | 0        | 2        | 32    | 8     | 1     | 0        | 2     | 1     | 8     | 0     | 1     | 23    | 1        | .263  | .324     | .337     | .661  |
| 1999       | 大洋 横浜     | 28    | 26    | 25    | 4     | 6     | 0        | 0        | 0        | 6     | 1     | 0     | 0        | 0     | 0     | 1     | 1     | 0     | 5     | 0        | .240  | .269     | .240     | .509  |
| 通算：16年 | 通算：16年    | 862   | 2116  | 1892  | 197   | 483   | 103      | 7        | 57       | 771   | 240   | 8     | 7        | 22    | 14    | 177   | 8     | 11    | 455   | 49       | .255  | .320     | .408     | .728  |

- 各年度の太字はリーグ最高
- 南海（南海ホークス）は、1989年にダイエー（福岡ダイエーホークス）に球団名を変更
- 大洋（横浜大洋ホエールズ）は、1993年に横浜（横浜ベイスターズ）に球団名を変更

### 表彰
- ジュニアオールスターゲームMVP（1983年）
- 優秀JCB・MEP賞：1回（1993年）
- JA全農Go・Go賞：1回（強肩賞：1994年9月）

### 記録
投手記録
- 初登板：1983年6月22日、対阪急ブレーブス10回戦（阪急西宮球場）、8回裏に3番手で救援登板・完了、1回無失点
- 初奪三振：1983年8月7日、対近鉄バファローズ21回戦（日生球場）、7回裏に仲根政裕から
- 初先発：1983年8月10日、対阪急ブレーブス16回戦（大阪スタヂアム）、7回無失点
- 初完投：1983年8月21日、対西武ライオンズ19回戦（大阪スタヂアム）、9回5失点で敗戦投手
- 初勝利・初先発勝利：1984年4月24日、対日本ハムファイターズ4回戦（後楽園球場）、8回0/3を1失点
- 初完投勝利：1984年5月12日、対阪急ブレーブス8回戦（阪急西宮球場）、9回3失点
- 初完封勝利：1984年6月27日、対阪急ブレーブス13回戦（大阪スタヂアム）

打撃記録
- 野手での初先発出場：1988年8月3日、対阪急ブレーブス19回戦（阪急西宮球場）、「7番・左翼手」として先発出場
- 初打点：1988年8月27日、対近鉄バファローズ19回戦（ナゴヤ球場）、2回表に小野和義から内野ゴロの間に記録
- 初安打・初本塁打：1988年8月28日、対近鉄バファローズ20回戦（ナゴヤ球場）、9回表に石本貴昭から左越ソロ

その他の記録
- オールスターゲーム出場：3回（監督推薦選出：1993年、1994年、ファン投票選出：1995年）

### 背番号
- 11（1983年 - 1987年）
- 15（1988年 - 1989年）
- 44（1990年）
- 49（1991年 - 1992年）
- 25（1993年 - 1999年）

## 関連情報

### 歌
- 『鷹の爪』（クラウンレコード）……香川伸行・吉田博之・加藤伸一・湯上谷宏と合唱。

### 出演番組
- tvkプロ野球中継 横浜DeNAベイスターズ熱烈LIVE（テレビ神奈川、解説者として出演）
- テリー伊藤のってけラジオ（ニッポン放送、2006年2月15日） - コーナー「ニッポン放送がやってきた」に出演。横浜ベイスターズ球団事務所から生中継。

### 出演映画
- 蔦監督―高校野球を変えた男の真実―（2016年4月9日公開、ニコニコフィルム）